# Liga dos Campeões da Europa de Voleibol Feminino de 2018-19
O Liga dos Campeões da Europa de Voleibol Feminino de 2018-19 foi a quinquagésima nona edição da principal competição de clubes de voleibol feminino da Europa, organizada pela CEV iniciada com as qualificatórias, esta realizada no período de 9 de outubro a 13 de novembro de 2018 com 9 participantes, e o torneio principal previsto para o período de 20 de novembro de 2018 a 18 de maio de 2019 com 18 equipes disputando o título, totalizando 27 clubes participantes,  qualificando o time campeão para a edição do Campeonato Mundial de Clubes de Voleibol Feminino de 2019.
A final italiana coroou pela primeira vez o time Igor Gorgonzola Novara como campeão ao derrotar na partida única final o Imoco Volley Conegliano em Berlim, chamada de "Super Finals" e a atacante Paola Egonu foi eleita a melhor jogadora deste evento.

## Formato de disputa
As equipes foram distribuídas proporcionalmente em cinco grupos onde todos os times (com dois jogos em mando de quadra e dois jogos como visitante).Os cinco times que encerrarem esta fase em primeiro de seus grupos qualificam-se para os playoffs e mais os tres melhores segundo colocados nesta etapa.
A classificação é determinada pelo número de partidas ganhas. Em caso de empate no número de partidas ganhas por duas ou mais equipes, sua classificação é baseada nos seguintes critérios:
- resultado de pontos (placar de 3-0 ou 3-1 garantiu três pontos para a equipe vencedora e nenhum para a equipe derrotada; já o placar de 3-2 garantiu dois pontos para a equipe vencedora e um para a perdedora);
- quociente de set (o número total de sets ganhos dividido pelo número total de sets perdidos);
- quociente de pontos (o número total de pontos marcados dividido pelo número total de pontos perdidos);
- resultados de confrontos diretos entre as equipes em questão.

A Fase de Playoffs reuniu as oito melhores equipes da fase anterior e disputarão a fase de quartas de final, com jogos de idade e volta, obedecendo os critérios de pontuação (resultado de pontos), no caso de empate, disputariam o "Golden Set".
A fase semifinal reuniu as quatro equipes classificadas com jogos de ida e volta,  com Golden set, as duas melhores equipes desta fase disputam a final, sendo disputada em jogo único e campo neutro.

## Equipes participantes
Um total de 20 equipes participam no torneio principal, com 16 clubes oriundos das vagas diretas destinada aos melhores ranqueados conforme "Ranking" das Copas Europeias, as 4 equipes restantes são oriundas da fase qualificatória.As seguintes equipes foram qualificadas para a disputa do torneio principal da Liga dos Campeões da Europa de 2018-19:
| Equipe                      | País         | Qualificação         |
| --------------------------- | ------------ | -------------------- |
| Eczacıbaşı VitrA            | Turquia      | Vaga direta          |
| Fenerbahçe SK Istanbul      | Turquia      | Vaga direta          |
| VakıfBank SK Istanbul       | Turquia      | Vaga direta          |
| Igor Gorgonzola Novara      | Itália       | Vaga direta          |
| Imoco Volley Conegliano     | Itália       | Vaga direta          |
| Scandicci Savino Del Bene   | Itália       | Vaga direta          |
| Dinamo Kazan                | Rússia       | Vaga direta          |
| Dinamo Moscou               | Rússia       | Vaga direta          |
| Uralochka-NTMK Ekaterinburg | Rússia       | Vaga direta          |
| Chemik Police               | Polónia      | Vaga direta          |
| ŁKS Łódź                    | Polónia      | Qualificatórias      |
| Budowlani Łódź              | Polónia      | Fase de qualificação |
| Béziers Volley              | França       | Vaga direta          |
| RC de Cannes                | França       | Qualificatórias      |
| CSM București               | Roménia      | Qualificatórias      |
| SSC Palmberg Schwerin       | Alemanha     | Vaga direta          |
| Allianz MTV Stuttgart       | Alemanha     | Fase de qualificação |
| Minčanka Minsk              | Bielorrússia | Vaga direta          |
| Maritza Plovdiv             | Bulgária     | Vaga direta          |
| HPK Naiset                  | Finlândia    | Vaga direta          |

## Fase de grupos
|  | Classificado para as quartas de final |

- Horário local.

### Grupo A
Classificação
|     |                       |     | Jogos | Jogos | Jogos | Pontos | Pontos | Pontos | Sets | Sets | Sets   |
| Pos | Equipe                | Pts | T     | V     | D     | V      | P      | R      | V    | P    | R      |
| --- | --------------------- | --- | ----- | ----- | ----- | ------ | ------ | ------ | ---- | ---- | ------ |
| 1   | VakıfBank SK Istanbul | 18  | 6     | 6     | 0     | 471    | 342    | 1.377  | 18   | 1    | 18,000 |
| 2   | Allianz MTV Stuttgart | 12  | 6     | 4     | 2     | 477    | 447    | 1.067  | 13   | 8    | 1.625  |
| 3   | Béziers Volley        | 3   | 6     | 1     | 5     | 354    | 444    | 0.797  | 4    | 15   | 0.267  |
| 4   | Maritza Plovdivo      | 3   | 6     | 1     | 5     | 421    | 542    | 0.777  | 5    | 16   | 0.313  |

Resultados
| Data      | Hora  |                       | Placar |                       | Set 1 | Set 2 | Set 3 | Set 4 | Set 5 | Total | Relatório |
| --------- | ----- | --------------------- | ------ | --------------------- | ----- | ----- | ----- | ----- | ----- | ----- | --------- |
| 20 de nov | 20:00 | Béziers Volley        | 3–0    | Maritza Plovdivo      | 25–17 | 25–12 | 25–20 |       |       | 75–49 | 75–49     |
| 22 de nov | 19:00 | VakıfBank SK Istanbul | 3–1    | Allianz MTV Stuttgart | 25–13 | 20–25 | 25–19 | 25-17 |       | 95–57 | 95–74     |
| 19 de dez | 19:00 | Allianz MTV Stuttgart | 3–0    | Béziers Volley        | 25–16 | 25–16 | 25–20 | -     |       | 75–52 | 75–52     |
| 20 de dez | 18:00 | Maritza Plovdivo      | 0–3    | VakıfBank SK Istanbul | 16–25 | 16–25 | 21–25 | -     |       | 53–75 | 53–75     |
| 23 de jan | 19:00 | Allianz MTV Stuttgart | 3–1    | Maritza Plovdivo      | 25–15 | 25–21 | 23–25 | 25-19 |       | 98–61 | 98–80     |
| 23 de jan | 20:00 | Béziers Volley        | 0–3    | VakıfBank SK Istanbul | 24–26 | 19–25 | 14–25 |       |       | 57–76 | 57–76     |
| 6 de fev  | 18:00 | VakıfBank SK Istanbul | 3–0    | Maritza Plovdivo      | 25–19 | 25-17 | 25–19 |       |       | 75–38 | 75–55     |
| 6 de fev  | 20:00 | Béziers Volley        | 0–3    | Allianz MTV Stuttgart | 19–25 | 20–25 | 16–25 |       |       | 55–75 | 55–75     |
| 20 de fev | 18:00 | Maritza Plovdivo      | 3–1    | Béziers Volley        | 25–15 | 19–25 | 25–15 | 25-16 |       | 94–55 | 94–71     |
| 20 de fev | 19:00 | Allianz MTV Stuttgart | 0–3    | VakıfBank SK Istanbul | 23–25 | 18–25 | 18–25 |       |       | 59–75 | 59–75     |
| 26 de fev | 19:00 | VakıfBank SK Istanbul | 3–0    | Béziers Volley        | 25–10 | 25–18 | 25–16 |       |       | 75–44 | 75–44     |
| 26 de fev | 20:00 | Maritza Plovdivo      | 1–3    | Allianz MTV Stuttgart | 24–26 | 19–25 | 25–22 | 22-25 |       | 90–73 | 90–98     |

### Grupo B
Classificação
|     |                             |     | Jogos | Jogos | Jogos | Pontos | Pontos | Pontos | Sets | Sets | Sets  |
| Pos | Equipe                      | Pts | T     | V     | D     | V      | P      | R      | V    | P    | R     |
| --- | --------------------------- | --- | ----- | ----- | ----- | ------ | ------ | ------ | ---- | ---- | ----- |
| 1   | Eczacıbaşı VitrA            | 17  | 6     | 6     | 0     | 503    | 380    | 1.324  | 18   | 3    | 6,000 |
| 2   | Dinamo Kazan                | 10  | 6     | 3     | 3     | 456    | 426    | 1.070  | 12   | 9    | 1.333 |
| 3   | Uralochka-NTMK Ekaterinburg | 8   | 6     | 3     | 3     | 497    | 503    | 0.988  | 11   | 13   | 0.846 |
| 4   | HPK Naiset                  | 1   | 6     | 0     | 6     | 333    | 480    | 0.694  | 2    | 18   | 0.111 |

Resultados
| Data      | Hora  |                             | Placar |                                | Set 1 | Set 2 | Set 3 | Set 4 | Set 5 | Total  | Relatório |
| --------- | ----- | --------------------------- | ------ | ------------------------------ | ----- | ----- | ----- | ----- | ----- | ------ | --------- |
| 20 de nov | 00:00 | Dinamo Kazan                | 3–0    | HPK Naiset                     | 25–12 | 25–13 | 25–10 |       |       | 75–35  | 75–35     |
| 21 de nov | 19:30 | Eczacıbaşı VitrA            | 3–0    | Uralochka-NTMK Ekaterinburg    | 25–16 | 25–17 | 25–21 |       |       | 75–54  | 75–54     |
| 18 de dez | 19:00 | Uralochka-NTMK Ekaterinburg | 3–2    | Dinamo Kazan                   | 23–25 | 17–25 | 25–17 | 26-24 | 15-5  | 106–67 | 106–96    |
| 19 de dez | 20:00 | HPK Naiset                  | 0–3    | ' Eczacıbaşı VitrA'            | 11–25 | 20–25 | 16–25 |       |       | 47–75  | 47–75     |
| 22 de jan | 19:00 | Dinamo Kazan                | 1–3    | ' Eczacıbaşı VitrA'            | 16–25 | 16–25 | 25–22 | 22-25 |       | 79–72  | 79–97     |
| 24 de jan | 19:00 | Uralochka-NTMK Ekaterinburg | 3–0    | HPK Naiset                     | 25–19 | 25–21 | 25–15 |       |       | 75–55  | 75–55     |
| 5 de fev  | 17:30 | Eczacıbaşı VitrA            | 3–0    | HPK Naiset                     | 25–17 | 25–7  | 25–20 |       |       | 75–44  | 75–44     |
| 5 de fev  | 19:00 | Dinamo Kazan                | 3–0    | Uralochka-NTMK Ekaterinburg    | 25–19 | 25–17 | 25–21 |       |       | 75–57  | 75–57     |
| 19 de fev | 18:30 | HPK Naiset                  | 0–3    | ' Dinamo Kazan'                | 19–25 | 18–25 | 19–25 |       |       | 56–75  | 56–75     |
| 20 de fev | 19:00 | Uralochka-NTMK Ekaterinburg | 2–3    | ' Eczacıbaşı VitrA'            | 20–25 | 22–25 | 25–19 | 25-22 | 8-15  | 100–69 | 100–106   |
| 26 de fev | 17:00 | Eczacıbaşı VitrA            | 3–0    | Dinamo Kazan                   | 25–21 | 25–18 | 25–17 |       |       | 75–56  | 75–56     |
| 26 de fev | 18:30 | HPK Naiset                  | 2–3    | ' Uralochka-NTMK Ekaterinburg' | 25–19 | 25–21 | 21–25 | 20-25 | 5-15  | 96–65  | 96–105    |

### Grupo C
Classificação
|     |                        |     | Jogos | Jogos | Jogos | Pontos | Pontos | Pontos | Sets | Sets | Sets  |
| Pos | Equipe                 | Pts | T     | V     | D     | V      | P      | R      | V    | P    | R     |
| --- | ---------------------- | --- | ----- | ----- | ----- | ------ | ------ | ------ | ---- | ---- | ----- |
| 1   | Igor Gorgonzola Novara | 18  | 6     | 6     | 0     | 459    | 323    | 1.421  | 18   | 0    | MAX   |
| 2   | Budowlani Łódź         | 11  | 6     | 4     | 2     | 458    | 474    | 0.966  | 12   | 9    | 1.333 |
| 3   | RC de Cannes           | 4   | 6     | 1     | 5     | 456    | 511    | 0.892  | 6    | 15   | 0.400 |
| 4   | Minčanka Minsk         | 3   | 6     | 1     | 5     | 442    | 507    | 0.872  | 4    | 16   | 0.250 |

Resultados
| Data      | Hora  |                        | Placar |                        | Set 1 | Set 2 | Set 3 | Set 4 | Set 5 | Total  | Relatório |
| --------- | ----- | ---------------------- | ------ | ---------------------- | ----- | ----- | ----- | ----- | ----- | ------ | --------- |
| 21 de nov | 20:00 | RC de Cannes           | 3–0    | Minčanka Minsk         | 25–19 | 25–19 | 25–20 |       |       | 75–58  | 75–58     |
| 22 de nov | 20:30 | Igor Gorgonzola Novara | 3–0    | Budowlani Łódź         | 25–19 | 25–19 | 25–20 |       |       | 75–58  | 75–58     |
| 19 de dez | 20:00 | Minčanka Minsk         | 0–3    | Igor Gorgonzola Novara | 19–25 | 32–34 | 16–25 |       |       | 67–84  | 67–84     |
| 20 de dez | 18:00 | Budowlani Łódź         | 3–0    | RC de Cannes           | 25–23 | 25–23 | 30–28 |       |       | 80–74  | 80–74     |
| 22 de jan | 19:30 | RC de Cannes           | 0–3    | Igor Gorgonzola Novara | 15–25 | 17–25 | 19–25 |       |       | 51–75  | 51–75     |
| 23 de jan | 20:00 | Budowlani Łódź         | 3–0    | Minčanka Minsk         | 25–22 | 25–21 | 26–24 |       |       | 76–67  | 76–67     |
| 5 de fev  | 20:30 | RC de Cannes           | 2–3    | Budowlani Łódź         | 25–18 | 23–25 | 25–22 | 18-25 | 8-15  | 99–65  | 99–105    |
| 7 de fev  | 20:30 | Igor Gorgonzola Novara | 3–0    | Minčanka Minsk         | 25–16 | 25–13 | 25–19 |       |       | 75–48  | 75–48     |
| 19 de fev | 18:00 | Budowlani Łódź         | 0–3    | Igor Gorgonzola Novara | 19–25 | 16–25 | 11–25 |       |       | 46–75  | 46–75     |
| 21 de fev | 19:00 | Minčanka Minsk         | 3–1    | RC de Cannes           | 44–46 | 25–21 | 25–19 | 25-18 |       | 119–86 | 119–104   |
| 26 de fev | 20:30 | Igor Gorgonzola Novara | 3–0    | RC de Cannes           | 25–20 | 25–18 | 25–15 |       |       | 75–53  | 75–53     |
| 26 de fev | 20:00 | Minčanka Minsk         | 1–3    | Budowlani Łódź         | 19–25 | 19–25 | 25–18 | 21-25 |       | 84–68  | 84–93     |

### Grupo D
Classificação
|     |                           |     | Jogos | Jogos | Jogos | Pontos | Pontos | Pontos | Sets | Sets | Sets  |
| Pos | Equipe                    | Pts | T     | V     | D     | V      | P      | R      | V    | P    | R     |
| --- | ------------------------- | --- | ----- | ----- | ----- | ------ | ------ | ------ | ---- | ---- | ----- |
| 1   | Scandicci Savino Del Bene | 12  | 6     | 4     | 2     | 506    | 482    | 1.050  | 15   | 8    | 1.875 |
| 2   | Imoco Volley Conegliano   | 11  | 6     | 4     | 2     | 553    | 465    | 1.189  | 14   | 10   | 1.400 |
| 3   | SSC Palmberg Schwerin     | 10  | 6     | 3     | 3     | 513    | 519    | 0.988  | 12   | 11   | 1.091 |
| 4   | ŁKS Łódź                  | 3   | 6     | 1     | 5     | 375    | 481    | 0.780  | 4    | 16   | 0.250 |

Resultados
| Data      | Hora  |                           | Placar |                           | Set 1 | Set 2 | Set 3 | Set 4 | Set 5 | Total  | Relatório |
| --------- | ----- | ------------------------- | ------ | ------------------------- | ----- | ----- | ----- | ----- | ----- | ------ | --------- |
| 21 de nov | 20:30 | Imoco Volley Conegliano   | 3–2    | Scandicci Savino Del Bene | 25–21 | 24–26 | 25–12 | 23-25 | 15-10 | 112–59 | 112–94    |
| 20 de nov | 20:30 | ŁKS Łódź                  | 3–1    | SSC Palmberg Schwerin     | 25–18 | 25–23 | 14–25 | 25-17 |       | 89–66  | 89–83     |
| 18 de dez | 19:00 | SSC Palmberg Schwerin     | 3–0    | Imoco Volley Conegliano   | 36–34 | 25–19 | 25–22 |       |       | 86–75  | 86–75     |
| 20 de dez | 20:30 | Scandicci Savino Del Bene | 3–0    | ŁKS Łódź                  | 25–10 | 25–23 | 25–23 |       |       | 75–56  | 75–56     |
| 22 de jan | 18:00 | ŁKS Łódź                  | 0–3    | Imoco Volley Conegliano   | 20–25 | 15–25 | 17–25 |       |       | 52–75  | 52–75     |
| 23 de jan | 20:30 | Scandicci Savino Del Bene | 3–0    | SSC Palmberg Schwerin     | 25–16 | 28–26 | 25–17 |       |       | 78–59  | 78–59     |
| 5 de fev  | 18:00 | ŁKS Łódź                  | 0–3    | Scandicci Savino Del Bene | 21–25 | 22–25 | 17–25 |       |       | 60–75  | 60–75     |
| 6 de fev  | 20:30 | Imoco Volley Conegliano   | 3–2    | SSC Palmberg Schwerin     | 23–25 | 24–26 | 25–19 | 25-19 | 15-7  | 112–70 | 112–96    |
| 19 de fev | 19:30 | SSC Palmberg Schwerin     | 3–1    | ŁKS Łódź                  | 23–25 | 25–21 | 25–18 | 25-17 |       | 98–64  | 98–81     |
| 20 de fev | 20:30 | Scandicci Savino Del Bene | 3–2    | Imoco Volley Conegliano   | 15–25 | 25–22 | 25–23 | 20-25 | 15-9  | 100–70 | 100–104   |
| 26 de fev | 20:30 | Imoco Volley Conegliano   | 3–0    | ŁKS Łódź                  | 25–10 | 25–12 | 25–15 |       |       | 75–37  | 75–37     |
| 26 de fev | 19:00 | SSC Palmberg Schwerin     | 3–1    | Scandicci Savino Del Bene | 16–25 | 25–23 | 25–23 | 25-13 |       | 91–71  | 91–84     |

### Grupo E
Classificação
|     |                        |     | Jogos | Jogos | Jogos | Pontos | Pontos | Pontos | Sets | Sets | Sets  |
| Pos | Equipe                 | Pts | T     | V     | D     | V      | P      | R      | V    | P    | R     |
| --- | ---------------------- | --- | ----- | ----- | ----- | ------ | ------ | ------ | ---- | ---- | ----- |
| 1   | Fenerbahçe SK Istanbul | 16  | 6     | 5     | 1     | 515    | 422    | 1.220  | 17   | 5    | 3.400 |
| 2   | Dinamo Moscou          | 13  | 6     | 5     | 1     | 554    | 521    | 1.063  | 13   | 7    | 1.857 |
| 3   | CSM București          | 4   | 6     | 1     | 5     | 474    | 523    | 0.906  | 7    | 16   | 0.438 |
| 4   | Chemik Police          | 3   | 6     | 1     | 5     | 464    | 541    | 0.858  | 7    | 17   | 0.412 |

Resultados
| Data      | Hora  |                        | Placar |                           | Set 1 | Set 2 | Set 3 | Set 4 | Set 5 | Total  | Relatório |
| --------- | ----- | ---------------------- | ------ | ------------------------- | ----- | ----- | ----- | ----- | ----- | ------ | --------- |
| 21 de nov | 19:00 | Dinamo Moscou          | 1–3    | ' Fenerbahçe SK Istanbul' | 17–25 | 25–17 | 18–25 | 11–25 |       | 71–92  | 71–92     |
| 22 de nov | 18:00 | Chemik Police          | 1–3    | ' CSM București'          | 19–25 | 16–25 | 25–16 | 22–25 |       | 82–91  | 82–91     |
| 19 de dez | 18:30 | Fenerbahçe SK Istanbul | 3–0    | Chemik Police             | 25–12 | 25–16 | 25–22 |       |       | 75–50  | 75–50     |
| 20 de dez | 19:30 | CSM București          | 0–3    | ' Dinamo Moscou'          | 21–25 | 27–29 | 27–29 |       |       | 75–83  | 75–83     |
| 23 de jan | 18:30 | Fenerbahçe SK Istanbul | 3–0    | CSM București             | 25–18 | 25–19 | 25–22 |       |       | 75–59  | 75–59     |
| 24 de jan | 18:00 | Chemik Police          | 2–3    | ' Dinamo Moscou'          | 25–16 | 16–25 | 21–25 | 25-19 | 5-15  | 92–66  | 92–100    |
| 6 de fev  | 19:00 | Dinamo Moscou          | 3–1    | CSM București             | 25–18 | 25–20 | 14–25 | 25-15 |       | 89–63  | 89–78     |
| 6 de fev  | 18:00 | Chemik Police          | 0–3    | Fenerbahçe SK Istanbul    | 24–26 | 20–25 | 15–25 |       |       | 59–76  | 59–76     |
| 20 de fev | 19:00 | Fenerbahçe SK Istanbul | 2–3    | ' Dinamo Moscou'          | 25–23 | 12–25 | 25–23 | 24-26 | 15-17 | 101–71 | 101–114   |
| 20 de fev | 19:30 | CSM București          | 2–3    | ' Chemik Police'          | 25–17 | 23–25 | 25–16 | 21-25 | 8-15  | 102–58 | 102–98    |
| 26 de fev | 19:00 | Dinamo Moscou          | 3–1    | Chemik Police             | 25–20 | 25–17 | 22–25 | 25-21 |       | 97–62  | 97–83     |
| 26 de fev | 20:00 | CSM București          | 1–3    | Fenerbahçe SK Istanbul    | 11–25 | 25–21 | 19–25 | 14-25 |       | 69–71  | 69–96     |

## Playoffs

### Quartas de final
O sorteio e tabela dos jogos desta fase foram divulgadas em 1 de março de 2019, na cidade de Luxemburgo (cidade)
| Equipe 1                  | Total      | Equipe 2               | 1.º jogo | 2.º jogo |
| ------------------------- | ---------- | ---------------------- | -------- | -------- |
| Allianz MTV Stuttgart     | 1–5        | Igor Gorgonzola Novara | 1–3      | 2–3      |
| Dinamo Moscou             | 2–4        | VakıfBank SK Istanbul  | 3–2      | 0–3      |
| Scandicci Savino Del Bene | 1–5        | Fenerbahçe SK Istanbul | 1–3      | 2–3      |
| Imoco Volley Conegliano   | 3–3        | Eczacıbaşı VitrA       | 0–3      | 3–1      |
| Imoco Volley Conegliano   | Golden set | Eczacıbaşı VitrA       | 15       | 10       |

#### Jogos de ida
Resultados
| Data   | Hora  |                           | Placar |                          | Set 1 | Set 2 | Set 3 | Set 4 | Set 5 | Total | Relatório |
| ------ | ----- | ------------------------- | ------ | ------------------------ | ----- | ----- | ----- | ----- | ----- | ----- | --------- |
| 12 mar | 19:00 | Allianz MTV Stuttgart     | 1–3    | 'Igor Gorgonzola Novara' | 19-25 | 24-26 | 25-19 | 20-25 |       | 88–0  | 88-95     |
| 13 mar | 18:30 | Scandicci Savino Del Bene | 1–3    | 'Fenerbahçe SK Istanbul' | 19-25 | 25-23 | 19-25 | 21-25 |       | 84–0  | 84-98     |
| 13 mar | 19:00 | 'Dinamo Moscou'           | 3–2    | VakıfBank SK Istanbul    | 20-25 | 25-23 | 25-23 | 21-25 | 15-13 | 106–0 | 106-109   |
| 13 mar | 20:30 | Imoco Volley Conegliano   | 0–3    | 'Eczacıbaşı VitrA'       | 21-25 | 25-27 | 22-25 |       |       | 68–0  | 68-77     |

#### Jogos de volta
Resultados
| Data       | Hora  |                          | Placar |                           | Set 1 | Set 2 | Set 3 | Set 4 | Set 5 | Total   | Relatório |
| ---------- | ----- | ------------------------ | ------ | ------------------------- | ----- | ----- | ----- | ----- | ----- | ------- | --------- |
| 19 mar     | 17:00 | Eczacıbaşı VitrA         | 1 - 3  | Imoco Volley Conegliano   | 21–25 | 23–25 | 25–21 | 21–25 |       | 90–96   | 90–96     |
| Golden set | ->    | Eczacıbaşı VitrA         | 0 - 1  | Imoco Volley Conegliano   | 10–15 |       |       |       |       | 10–15   | 10-15     |
| 19 mar     | 20:00 | 'Fenerbahçe SK Istanbul' | 3–2    | Scandicci Savino Del Bene | 19–25 | 26–28 | 25–22 | 25–17 | 15–8  | 110–100 | 110–100   |
| 20 mar     | 19:00 | 'VakıfBank SK Istanbul'  | 3–0    | Dinamo Moscou             | 25-19 | 25-16 | 25-8  |       |       | 75–0    | 75-43     |
| 21 mar     | 20:30 | 'Igor Gorgonzola Novara' | 3–2    | Allianz MTV Stuttgart     | 25-14 | 25-22 | 16-25 | 18-25 | 16-14 | 100–0   | 100-100   |

## Fase final

### Semifinais
| Equipe 1                | Total      | Equipe 2               | 1.º jogo | 2.º jogo |
| ----------------------- | ---------- | ---------------------- | -------- | -------- |
| VakıfBank SK Istanbul   | 0–3        | Igor Gorgonzola Novara | 0–3      | 3–1      |
| VakıfBank SK Istanbul   | Golden set | Igor Gorgonzola Novara | 14       | 16       |
| Imoco Volley Conegliano | 6–0        | Fenerbahçe SK Istanbul | 3–0      | 3–0      |

Jogos de ida
Resultados
| Data  | Hora  |                         | Placar |                        | Set 1 | Set 2 | Set 3 | Set 4 | Set 5 | Total | Relatório |
| ----- | ----- | ----------------------- | ------ | ---------------------- | ----- | ----- | ----- | ----- | ----- | ----- | --------- |
| 2 abr | 20:30 | Imoco Volley Conegliano | 3–0    | Fenerbahçe SK Istanbul | 25–21 | 25–23 | 26–24 |       |       | 76–68 | 76–68     |
| 4 abr | 19:00 | VakıfBank SK Istanbul   | 0–3    | Igor Gorgonzola Novara | 17–25 | 25–27 | 15–25 |       |       | 57–77 | 57–77     |

Jogos de volta
Resultados
| Data       | Hora  |                        | Placar |                         | Set 1 | Set 2 | Set 3 | Set 4 | Set 5 | Total | Relatório |
| ---------- | ----- | ---------------------- | ------ | ----------------------- | ----- | ----- | ----- | ----- | ----- | ----- | --------- |
| 9 abr      | 19:00 | Fenerbahçe SK Istanbul | 0–3    | Imoco Volley Conegliano | 18–25 | 22–25 | 26–28 |       |       | 66–78 | 66–78     |
| 10 abr     | 20:30 | Igor Gorgonzola Novara | 1–3    | VakıfBank SK Istanbul   | 23–25 | 20–25 | 25–15 | 21-24 |       | 89–65 | 89–90     |
| Golden set | ->    | Igor Gorgonzola Novara | 1–0    | VakıfBank SK Istanbul   | 16–14 |       |       |       |       | 16–14 | 16–14     |

## Final
Resultados
| Data   | Hora  |                        | Placar |                         | Set 1 | Set 2 | Set 3 | Set 4 | Set 5 | Total | Relatório |
| ------ | ----- | ---------------------- | ------ | ----------------------- | ----- | ----- | ----- | ----- | ----- | ----- | --------- |
| 18 mai | 16:00 | Igor Gorgonzola Novara | 3–1    | Imoco Volley Conegliano | 25–18 | 25–17 | 14–25 | 25-22 |       | 89–60 | 89–82     |